# Seriatopora aculeata
Espèce
Statut CITES
Seriatopora aculeata est une espèce de coraux appartenant à la famille des Pocilloporidae.